# Humanistisch Verbond (1951)
Het Humanistisch Verbond (HV) was een Belgische vrijzinnig-humanistische vereniging (1951-2006).

## Geschiedenis
De organisatie werd opgericht op 1 december 1951. Tot de stichtende leden behoorden Gaston Bouckaert, Robert Dille, Karel Cuypers, Lucien De Coninck, Louis Hebbelynck, Jan Delen, Reimond Herreman en Wim De Coster.
Er ontstonden al snel lokale afdelingen van het Humanistisch Verbond. De eerste lokale kernen werden opgericht te Antwerpen, Brussel, Gent en Oostende. Er zijn daarnaast ook verschillende verenigingen en werkgroepen ontstaan vanuit het Humanistisch Verbond.
Richard Van Cauwelaert, een inspecteur niet-confessionele zedenleer, stichtte op 2 december 1954 de Werkgemeenschap Leraars voor Ethiek in Brussel, een werkgroep van HV die in 1995 zou uitgroeien tot de vzw Werkgroep Leraren Ethiek (WLE). Het Schoolpact zorgde ervoor dat er twee lesuren per week geprogrammeerd werden voor godsdienst- of zedenleerlessen en dit zowel in het lager als in het secundair onderwijs. Hoewel er nu zedenleerlessen mochten worden gegeven, duurde het tot 1962 voordat de eerste opleiding voor leerkrachten zedenleer werd ingericht in de rijksnormaalscholen. De WLE besloot over te gaan tot actie en richtte met goedkeuring van HV een tweede werkgroep op, de Oudervereniging voor de Moraal of OVM. OVM verdedigde de belangen van ouders wier kinderen zedenleer wilden volgen; het werd een zelfstandige vzw in 1961.
Op 1 januari 1963 werd vanuit het HV de radio en tv-kring “Het Vrije Woord” opgericht. De kring zou later opgaan in het Humanistisch Instituut voor de Massamedia (HIMM), dat in 1975 een zelfstandige vzw werd. Reden voor de oprichting van een aparte vzw was dat het decreet bepaalde dat HV haar radio- en televisie-activiteiten moest stopzetten, omdat zij niet socio-cultureel vormend waren.
Als gevolg van het decreet van 4 juli 1975 werd in de schoot van HV het Humanistisch Vrijzinnig Vormingswerk (HVV) opgericht, waarin vanaf dan het sociaal-cultureel vormingswerk - en dat van de Oudervereniging voor de Moraal (OVM) - werd ondergebracht.
Op 31 december 2006 gingen het Humanistisch Verbond, de Oudervereniging voor de Moraal, de Grijze Geuzen en het Humanistisch Vrijzinnig Vormingswerk (HVV) op in de Humanistisch-Vrijzinnige Vereniging (HVV). Sinds 2018 is het geheel van deze organisatie gekend onder de naam Humanistisch Verbond.
Vanaf 1989 werd tweejaarlijks de Prijs Vrijzinnig Humanisme toegekend. Deze traditie werd overgenomen door de Humanistisch-Vrijzinnige Vereniging.

## Structuur

### Voorzitters
| Tijdspanne  | Voorzitter        |
| ----------- | ----------------- |
| 1951 - 1964 | Karel Cuypers     |
| 1965-1970   | Lucien De Coninck |
| 1970 - 1972 | Herman Corijn     |
| ? - ?       | Rik Van Aerschot  |
| 1990 - 1995 | Sylvain Loccufier |
| 1996 - 2002 | Marianne Marchand |
| 2003 - 2006 | Rik Pinxten       |

### Themadagen
De HV organiseerde jaarlijks een themadag waarin ze een actueel onderwerp op een humanistische wijze wil belichten.
Voorbije thema's waren:
- 1975: Begeleiding van bejaarden uit humanistisch perspectief.
- 1975: Onderwijsvernieuwing; een humanistische visie op de ontwerpen De Croo.
- 1991: Migranten. Naar een multiculturele samenleving. Welke vinger in de pap?
- 1992: Zorgen om democratie.
- 1993: Familie. Een humanistische benadering.
- 1994: Humanisme in de samenleving. Vrijzinnige waarden en forum van het vrijzinnig humanisme.
- 1995: Verdraagzaamheid als vrijzinnige waarde.
- 1996: Ouderen in de samenleving (over hulp & zorg, vrijetijdsbesteding, huisvesting, verkeer).
- 1997: Rond de tafel over morele dienstverlening.
- 1997: Alternatieve geneeswijzen en ongelijke toegang tot de gezondheidszorg.
- 1998: Zorg-saam. Waardering van de zorg (over zorgethiek versus principiële ethiek, zorgzaamheid in het maatschappelijk veld, zorgzaamheid in de privésfeer).
- 2000: De islam bekeken (over de plaats van de vrouw in de islam in België en over de grenzen van de inburgering).
- 2001: Dierenrechten
- 2002: Humanisme en verdraagzaamheid
- 2003: Kritiek en media
- 2004: Wat nu Vlaanderen?! Debat over een Vlaamse Grondwet

## Bewaarplaats van het archief
Het archief van het Humanistisch Verbond wordt bewaard bij het Centrum voor Academische en Vrijzinnige Archieven (CAVA).